# 55e cérémonie des Grammy Awards
La 55e cérémonie des Grammy Awards s'est déroulée le 10 février 2013 au Staples Center à Los Angeles. L'émission a été diffusée sur CBS à 20h. Les nominations ont été annoncées le 5 décembre 2012 à la télévision.
Dan Auerbach a remporté le plus grand nombre de prix lors de la cérémonie, avec cinq (dont trois dans le cadre des Black Keys ); suivis des Black Keys, Gotye, Jay-Z, Skrillex, Kanye West, avec trois chacun. Parmi les autres grand gagnants, citons: Chick Corea, Fun, Kimbra, Mumford & Sons, Frank Ocean, Matt Redman et Esperanza Spalding avec deux prix chacun,,.
La Recording Academy a présenté trois nouvelles catégories aux 78 récompenses précédemment présentées lors de la 54e cérémonie : le meilleur recueil de musique classique, le meilleur album de jazz latin et le meilleur album urbain contemporain, ce qui porte à un total de 81 récompenses.

## Performances
| Artistes                                                                                     | Chansons |
| -------------------------------------------------------------------------------------------- | --- |
| - Taylor Swift                                                                               | - We Are Never Ever Getting Back Together                                                                   |
| - Elton John - Ed Sheeran                                                                    | - The A Team                                                                                                |
| - Fun                                                                                        | - Carry On                                                                                                  |
| - Miranda Lambert - Dierks Bentley                                                           | - Over You - Home                                                                                           |
| - Miguel - Wiz Khalifa                                                                       | - Adorn |
| - Mumford & Sons                                                                             | - I Will Wait                                                                                               |
| - Justin Timberlake - Jay Z                                                                  | - Suit & Tie - Pusher Love Girl                                                                             |
| - Marron 5 - Alicia Keys                                                                     | - Daylight - Girl on Fire                                                                                   |
| - Rihanna - Mikky ekko                                                                       | - Stay |
| - Dr John - The Preservation Hall Jazz Band - The Black Keys                                 | - Lonely Boy                                                                                                |
| - Kelly Clarkson                                                                             | - Hommage à Patti Page et hommage à Carole King - Tennessee Waltz - (You Make Me Feel Like) A Natural Woman |
| - Bruno Mars - Rihanna - Sting - Damian Marley - Ziggy Marley                                | - Hommage à Bob Marley - Locked Out of Heaven - Walking on the Moon - Could You Be Loved - And Be Loved     |
| - The Lumineers                                                                              | - Ho Hey |
| - Jack White - Ruby Amanfu                                                                   | - Love Interruption - Freedom at 21                                                                         |
| - Carrie Underwood                                                                           | - Blown Away - Two Black Cadillacs                                                                          |
| - Stanley Clarke - Chick Corea - Kenny Garrett                                               | - Hommage à Dave Brubeck - Take Five                                                                        |
| - Zac Brown - Brittany Howard - Elton John - Mumford & Sons - Mavis Staples - T Bone Burnett | - Hommage à Levon Helm - The Weight                                                                         |
| - Juanes                                                                                     | - Your Song                                                                                                 |
| - Frank Ocean                                                                                | - Forrest Gump                                                                                              |
| - Travis Barker - Chuck D - LL Cool J - Tom Morello - DJ Z-Trip                              | - Hommage à Adam Yauch - Whaddup - Welcome to the Terrordome - No Sleep till Brooklyn                       |

## Les présentateurs
- Jennifer Lopez et Pitbull - ont présenté la meilleure performance pop solo
- Neil Patrick Harris - a présenté Fun
- John Mayer et Bonnie Raitt - ont présenté Miranda Lambert et Dierks Bentley
- Miguel et Wiz Khalifa - ont présenté la meilleure performance solo country
- Faith Hill et Tim McGraw - ont présenté la chanson de l'année
- Johnny Depp - a présenté Mumford & Sons
- Beyoncé et Ellen DeGeneres - ont présenté Justin Timberlake
- Dave Grohl et Pauley Perrette - annoncés producteur de l'année, non classique et présenté la meilleure performance rock
- Kelly Rowland et Nas - ont présenté le meilleur album contemporain urbain
- Keith Urban et Kaley Cuoco - ont présenté le meilleur album pop vocal
- Carly Rae Jepsen et Ne-Yo - ont présenté la meilleure collaboration rap / chant
- Kelly Clarkson - a remis le Grammy Lifetime Achievement Award à Carole King et le meilleur album country
- Kat Dennings - a présenté les Black Keys
- Katy Perry - a présenté le meilleur nouvel artiste
- Hunter Hayes - a présenté Carrie Underwood
- Prince - a présenté Record of the Year
- Adele - a présenté l' album de l'année

## Nominations

### Général
Enregistrement de l'année
- Somebody That I Used to Know  - Gotye avec Kimbra
- Lonely Boy  - Les Black Keys
- Stronger ( What Doesn't Kill You ) - Kelly Clarkson
- We Are Young  - Fun avec Janelle Monáe
- Thinkin Bout You  - Frank Ocean
- We Are Never Getting Back Together - Taylor Swift

Album de l'année
- Babel - Mumford & Sons
- El Camino - The Black Keys
- Some Nights - Fun
- Channel Orange - Frank Ocean
- Blunderbuss - Jack White

Chanson de l'année
- We Are Young
- The A Team
- Adorn
- Call Me Maybe
- Stronger ( What Doesn't Kill You )

Meilleur nouvel artiste
- Fun
- Alabama Shakes
- Hunter Hayes
- The Lumineers
- Frank Ocean

### Pop
Best Pop Solo Performance
- Set Fire to the Rain  (Live) - Adele
- Stronger ( What Doesn't Kill You ) - Kelly Clarkson
- Call Me Maybe  - Carly Rae Jepsen
- Wide Awake  - Katy Perry
- Where Have You Been  - Rihanna
 Best Pop Duo/Group Performance
- Somebody That I Used to Know  - Gotye & Kimbra
- Shake It Out  - Florence and the Machine
- We Are Young  - Fun & Janelle Monáe
- Sexy and I Know It  - LMFAO
- Payphone  - Maroon 5 et Wiz Khalifa

Best Pop Vocal Album
- Impressions – Chris Botti
- 24/7 – Gerald Albright & Norman Brown
- Four Hands & a Heart Volume One – Larry Carlton
- Live at Blue Note Tokyo – Dave Koz
- Rumbadoodle – Arun Shenoy

### Musique électronique
Meilleur enregistrement de danse
- Bangarang  - Skrillex et Sirah
- Levels  - Avicii
- Let's Go  - Calvin Harris et Ne-Yo
- Don't You Worry Child  - Swedish House Mafia & John Martin
- I Can't Live Without You  - Al Walser

Best Dance/Electronic Album
- Bangarang - Skrillex
- Wonderland - Steve Aoki
- Don't Think - The Chemical Brothers
- > Album Title Goes Here < - Deadmau5
- Fire & Ice - Kaskade

### Traditional Pop
Best Traditional Pop Vocal Album
- Kisses on the Bottom - Paul McCartney
- Christmas - Michael Bublé
- A Holiday Carole - Carole King

### Rock

#### Meilleure performance rock
- Lonely Boy – The Black Keys
- Hold On – Alabama Shakes
- Charlie Brown – Coldplay
- I Will Wait – Mumford & Sons
- We Take Care of Our Own – Bruce Springsteen

#### Best Hard Rock/Metal Performance
- Love Bites (so do I)  - Halestorm
- I'm Alive  - Anthrax
- Blood Brothers (live)  - Iron Maiden
- Ghost Walking  - Agneau de Dieu
- No Reflection  - Marilyn Manson
- Whose Life (Is It Anyways?) - Megadeth

#### Meilleure chanson rock
- Lonely Boy
- Freedom at 21
- I Will Wait
- Madness
- We Take Care of Our Own

#### Meilleur album rock
- El Camino - The Black Keys
- Mylo Xyloto - Coldplay
- The 2nd Law - Muse
- Wrecking Ball  - Bruce Springsteen
- Blunderbuss - Jack White